# Aeropuerto de Kugluktuk
El Aeropuerto de Kugluktuk (del inglés: Kugluktuk Airport) (IATA: YCO, OACI: CYCO) está ubicado en Kugluktuk, Nunavut, Canadá y es operado por el gobierno de Nunavut.

## Aerolíneas y destinos
- Canadian North
  - Yellowknife / Aeropuerto de Yellowknife
  - Cambridge Bay / Aeropuerto de Cambridge Bay
  - Gjoa Haven / Aeropuerto de Gjoa Haven
  - Taloyoak / Aeropuerto de Kugaaruk
- First Air
  - Yellowknife / Aeropuerto de Yellowknife
  - Cambridge Bay / Aeropuerto de Cambridge Bay
  - Gjoa Haven / Aeropuerto de Gjoa Haven
  - Taloyoak / Aeropuerto de Kugaaruk
  - Ulukhaktok / Aeropuerto de Ulukhaktok-Holman